# Coppa Libertadores 1982
L'edizione 1982 della Coppa Libertadores vide la vittoria del Peñarol.

## Prima fase

### Gruppo 1
| Squadra           | Pti | G | V | N | P | GF | GS | DR |
| ----------------- | --- | - | - | - | - | -- | -- | -- |
| River Plate       | 11  | 6 | 5 | 1 | 0 | 8  | 1  | 7  |
| The Strongest     | 5   | 6 | 2 | 1 | 3 | 5  | 8  | -3 |
| Jorge Wilstermann | 4   | 6 | 1 | 2 | 3 | 5  | 7  | -2 |
| Boca Juniors      | 4   | 6 | 1 | 2 | 3 | 3  | 5  | -2 |

| 30 giugno 1982    |      |                   |  |              |
| Jorge Wilstermann | 1–0  | Boca Juniors      |  | Cochabamba   |
| 27 luglio 1982    |      |                   |  |              |
| The Strongest     | 0–1* | River Plate       |  | La Paz       |
| 5 agosto 1982     |      |                   |  |              |
| Boca Juniors      | 0–0  | River Plate       |  | Buenos Aires |
| 11 agosto 1982    |      |                   |  |              |
| The Strongest     | 1–0  | Boca Juniors      |  | La Paz       |
| 15 agosto 1982    |      |                   |  |              |
| Jorge Wilstermann | 1–2  | The Strongest     |  | Cochabamba   |
| 20 agosto 1982    |      |                   |  |              |
| Jorge Wilstermann | 0–1  | River Plate       |  | Cochabamba   |
| 31 agosto 1982    |      |                   |  |              |
| Boca Juniors      | 1–0  | The Strongest     |  | Buenos Aires |
| 3 settembre 1982  |      |                   |  |              |
| River Plate       | 4–1  | The Strongest     |  | Buenos Aires |
| 14 settembre 1982 |      |                   |  |              |
| River Plate       | 1–0  | Jorge Wilstermann |  | Buenos Aires |
| 17 settembre 1982 |      |                   |  |              |
| Boca Juniors      | 2–2  | Jorge Wilstermann |  | Buenos Aires |
| 30 settembre 1982 |      |                   |  |              |
| The Strongest     | 1–1  | Jorge Wilstermann |  | La Paz       |
| River Plate       | 1–0  | Boca Juniors      |  | Buenos Aires |

*: a tavolino

### Gruppo 2
| Squadra           | Pti | G | V | N | P | GF | GS | DR |
| ----------------- | --- | - | - | - | - | -- | -- | -- |
| Peñarol           | 9   | 6 | 4 | 1 | 1 | 7  | 3  | 4  |
| São Paulo FC      | 6   | 6 | 2 | 2 | 2 | 7  | 6  | 1  |
| Grêmio            | 5   | 6 | 1 | 3 | 2 | 6  | 6  | 0  |
| Defensor Sporting | 4   | 6 | 1 | 2 | 3 | 4  | 9  | -5 |

| 5 agosto 1982     |     |                   |  |              |
| Peñarol           | 3–0 | Defensor Sporting |  | Montevideo   |
| 13 agosto 1982    |     |                   |  |              |
| São Paulo FC      | 2–2 | Grêmio            |  | San Paolo    |
| 17 agosto 1982    |     |                   |  |              |
| Defensor Sporting | 1–3 | São Paulo FC      |  | Montevideo   |
| 20 agosto 1982    |     |                   |  |              |
| Peñarol           | 1–0 | São Paulo FC      |  | Montevideo   |
| 24 agosto 1982    |     |                   |  |              |
| Defensor Sporting | 0–0 | Grêmio            |  | Montevideo   |
| 27 agosto 1982    |     |                   |  |              |
| Peñarol           | 1–0 | Grêmio            |  | Montevideo   |
| 3 settembre 1982  |     |                   |  |              |
| Grêmio            | 0–0 | San Paolo         |  | Porto Alegre |
| 9 settembre 1982  |     |                   |  |              |
| Defensor Sporting | 0–0 | Peñarol           |  | Montevideo   |
| 14 settembre 1982 |     |                   |  |              |
| São Paulo FC      | 0–1 | Peñarol           |  | San Paolo    |
| 17 settembre 1982 |     |                   |  |              |
| Grêmio            | 3–1 | Peñarol           |  | Porto Alegre |
| 21 settembre 1982 |     |                   |  |              |
| São Paulo FC      | 2–1 | Defensor Sporting |  | San Paolo    |
| 24 settembre 1982 |     |                   |  |              |
| Grêmio            | 1–2 | Defensor Sporting |  | Porto Alegre |

### Gruppo 3
| Squadra               | Pti | G | V | N | P | GF | GS | DR |
| --------------------- | --- | - | - | - | - | -- | -- | -- |
| Deportes Tolima       | 9   | 6 | 3 | 3 | 0 | 9  | 3  | 6  |
| Atlético Nacional     | 8   | 6 | 3 | 2 | 1 | 6  | 4  | 2  |
| Estudiantes de Mérida | 4   | 6 | 1 | 2 | 3 | 3  | 7  | -4 |
| Deportivo Táchira     | 3   | 6 | 0 | 3 | 3 | 2  | 6  | -4 |

| 24 marzo 1982         |     |                       |  |               |
| Deportivo Táchira     | 0–0 | Estudiantes de Mérida |  | San Cristóbal |
| Atlético Nacional     | 0–3 | Deportes Tolima       |  | Medellín      |
| 28 marzo 1982         |     |                       |  |               |
| Estudiantes de Mérida | 1–3 | Atlético Nacional     |  | Mérida        |
| Deportivo Táchira     | 0–2 | Deportes Tolima       |  | San Cristóbal |
| 31 marzo 1982         |     |                       |  |               |
| Estudiantes de Mérida | 1–1 | Deportes Tolima       |  | Mérida        |
| Deportivo Táchira     | 0–0 | Atlético Nacional     |  | San Cristóbal |
| 14 aprile 1982        |     |                       |  |               |
| Estudiantes de Mérida | 1–0 | Deportivo Táchira     |  | Mérida        |
| Deportes Tolima       | 0–0 | Atlético Nacional     |  | Bogotà        |
| 18 aprile 1982        |     |                       |  |               |
| Atlético Nacional     | 2–0 | Estudiantes de Mérida |  | Medellín      |
| Deportes Tolima       | 2–2 | Deportivo Táchira     |  | Bogotà        |
| 21 aprile 1982        |     |                       |  |               |
| Atlético Nacional     | 1–0 | Deportivo Táchira     |  | Medellín      |
| Deportes Tolima       | 1–0 | Estudiantes de Mérida |  | Bogotà        |

### Gruppo 4
| Squadra   | Pti | G | V | N | P | GF | GS | DR |
| --------- | --- | - | - | - | - | -- | -- | -- |
| Cobreloa  | 9   | 6 | 3 | 3 | 0 | 9  | 2  | 7  |
| Colo-Colo | 8   | 6 | 3 | 2 | 1 | 8  | 5  | 3  |
| LDU Quito | 4   | 6 | 1 | 2 | 3 | 8  | 12 | -4 |
| Barcelona | 3   | 6 | 1 | 1 | 4 | 8  | 14 | -6 |

| 7 marzo 1982      |     |           |  |           |
| Barcelona         | 4–1 | LDU Quito |  | Guayaquil |
| 14 marzo 1982     |     |           |  |           |
| LDU Quito         | 4–2 | Barcelona |  | Quito     |
| 4 agosto 1982     |     |           |  |           |
| Colo-Colo         | 0–0 | Cobreloa  |  | Santiago  |
| 18 agosto 1982    |     |           |  |           |
| LDU Quito         | 2–2 | Colo-Colo |  | Quito     |
| Barcelona         | 1–1 | Cobreloa  |  | Guayaquil |
| 22 agosto 1982    |     |           |  |           |
| LDU Quito         | 0–0 | Cobreloa  |  | Quito     |
| Barcelona         | 1–3 | Colo-Colo |  | Guayaquil |
| 7 settembre 1982  |     |           |  |           |
| Cobreloa          | 3–0 | Barcelona |  | Calama    |
| Colo-Colo         | 1–0 | LDU Quito |  | Santiago  |
| 10 settembre 1982 |     |           |  |           |
| Cobreloa          | 3–1 | LDU Quito |  | Calama    |
| Colo-Colo         | 2–0 | Barcelona |  | Santiago  |
| 22 settembre 1982 |     |           |  |           |
| Cobreloa          | 2–0 | Colo Colo |  | Calama    |

### Gruppo 5
| Squadra             | Pti | G | V | N | P | GF | GS | DR |
| ------------------- | --- | - | - | - | - | -- | -- | -- |
| Olimpia             | 10  | 6 | 4 | 2 | 0 | 12 | 3  | 9  |
| Melgar              | 8   | 6 | 4 | 0 | 2 | 9  | 10 | -1 |
| Sol de América      | 6   | 6 | 2 | 2 | 2 | 9  | 8  | 1  |
| Deportivo Municipal | 0   | 6 | 0 | 0 | 6 | 3  | 12 | -9 |

| 13 marzo 1982       |     |                     |  |          |
| Melgar              | 2–1 | Deportivo Municipal |  | Arequipa |
| 14 marzo 1982       |     |                     |  |          |
| Olímpia             | 1–1 | Sol de América      |  | Asunción |
| 20 marzo 1982       |     |                     |  |          |
| Deportivo Municipal | 1–2 | Olímpia             |  | Lima     |
| 24 marzo 1982       |     |                     |  |          |
| Melgar              | 0–3 | Olímpia             |  | Arequipa |
| 27 marzo 1982       |     |                     |  |          |
| Deportivo Municipal | 0–3 | Sol de América      |  | Lima     |
| 31 marzo 1982       |     |                     |  |          |
| Melgar              | 3–2 | Sol de América      |  | Arequipa |
| 3 aprile 1982       |     |                     |  |          |
| Deportivo Municipal | 0–2 | Melgar              |  | Lima     |
| 4 aprile 1982       |     |                     |  |          |
| Sol de América      | 1–1 | Olímpia             |  | Asunción |
| 14 aprile 1982      |     |                     |  |          |
| Sol de América      | 2–1 | Deportivo Municipal |  | Asunción |
| 18 aprile 1982      |     |                     |  |          |
| Olímpia             | 1–0 | Deportivo Municipal |  | Asunción |
| 21 aprile 1982      |     |                     |  |          |
| Sol de América      | 0–2 | Melgar              |  | Asunción |
| 25 aprile 1982      |     |                     |  |          |
| Olímpia             | 4–0 | Melgar              |  | Asunción |

## Seconda fase

### Gruppo 1
| Squadra     | Pti | G | V | N | P | GF | GS | DR |
| ----------- | --- | - | - | - | - | -- | -- | -- |
| Peñarol     | 8   | 4 | 4 | 0 | 0 | 8  | 3  | 5  |
| Flamengo    | 4   | 4 | 2 | 0 | 2 | 7  | 4  | 3  |
| River Plate | 0   | 4 | 0 | 0 | 4 | 5  | 13 | -8 |

| 19 ottobre 1982  |     |             |  |                |
| Peñarol          | 1–0 | Flamengo    |  | Montevideo     |
| 22 ottobre 1982  |     |             |  |                |
| River Plate      | 0–3 | Flamengo    |  | Buenos Aires   |
| 28 ottobre 1982  |     |             |  |                |
| River Plate      | 2–4 | Peñarol     |  | Buenos Aires   |
| 2 novembre 1982  |     |             |  |                |
| Flamengo         | 4–2 | River Plate |  | Rio de Janeiro |
| 12 novembre 1982 |     |             |  |                |
| Peñarol          | 2–1 | River Plate |  | Montevideo     |
| 16 novembre 1982 |     |             |  |                |
| Flamengo         | 0–1 | Peñarol     |  | Rio de Janeiro |

### Gruppo 2
| Squadra         | Pti | G | V | N | P | GF | GS | DR |
| --------------- | --- | - | - | - | - | -- | -- | -- |
| Cobreloa        | 5   | 4 | 2 | 1 | 1 | 5  | 2  | 3  |
| Olimpia         | 4   | 4 | 1 | 2 | 1 | 4  | 3  | 1  |
| Deportes Tolima | 3   | 4 | 1 | 1 | 2 | 2  | 6  | -4 |

| 17 ottobre 1982  |     |                 |  |          |
| Deportes Tolima  | 1–0 | Cobreloa        |  | Bogotà   |
| 21 ottobre 1982  |     |                 |  |          |
| Deportes Tolima  | 1–1 | Olímpia         |  | Bogotà   |
| 26 ottobre 1982  |     |                 |  |          |
| Cobreloa         | 3–0 | Deportes Tolima |  | Santiago |
| 29 ottobre 1982  |     |                 |  |          |
| Olímpia          | 2–0 | Deportes Tolima |  | Asunción |
| 5 novembre 1982  |     |                 |  |          |
| Olímpia          | 1–1 | Cobreloa        |  | Asunción |
| 10 novembre 1982 |     |                 |  |          |
| Cobreloa         | 1–0 | Olímpia         |  | Santiago |

### Finale
| Data                                 | Sede              | Squadra 1 | Risultato | Squadra 2 |
| ------------------------------------ | ----------------- | --------- | --------- | --------- |
| 26 novembre                          | Montevideo        | Peñarol   | 0 - 0     | Cobreloa  |
| 30 novembre                          | Santiago del Cile | Cobreloa  | 0 - 1     | Peñarol   |
| Peñarol vince la Coppa Libertadores. |                   |           |           |           |

| Uruguay                        |
| Campione Club Atlético Peñarol |

## Capocannoniere
| Giocatore       | Squadra | Gol |
| --------------- | ------- | --- |
| Fernando Morena | Peñarol | 7   |